# While Heaven Wept
While Heaven Wept est un groupe américain de doom metal épique basé à Dale City, en Virginie, aux États-Unis. Créé en 1989 sous le nom Dream Wytch, par Chris Galvan et Tom Phillips.  Le nom devient While Heaven Wept en 1994, pour la sortie de Into the Wells of Sorrow.
Le principal auteur et moteur du groupe est Tom Phillips. Leur style mélodique et d'influence classique peut être comparé à des groupes tels que Solitude Aeturnus et Solstice (dont Tom Phillips a fait partie) ; cependant, l'album Of Empires Forlorn de 2003 a vu le groupe s'orienter vers un style plus progressif. Cette tendance se poursuit sur les albums Vast Oceans Lachrymose (2009) et Fear of Infinity (2011).
Après la sortie de Suspended At Aphelion, le groupe se met en suspens en 2015, et Tom Phillips annonce l'arrêt définitif en 2017. Ils se reforment pour une tournée d'adieux en 2018, qui se termine au Madrid Is The Dark festival, en Espagne, en Décembre 2018. Une reformation temporaire a également lieu pour un remplacement de dernière minute au Prog Power USA, en août 2019.

## Style musical
Dans une interview, Tom Phillips a déclaré que les principales influences du groupe sont Candlemass et les trois premiers albums de Fates Warning
La plupart des critiques musicaux décrivent leur genre comme un "doom mélodique" . Selon une critique sur Metalitalia.com, il est " impossible de cataloguer WHW, une créature à multiples facettes qui, au fil des ans, a exploité de nombreux sous-genres du heavy classique comme le doom, le power à l'américaine, le tout assaisonné d'un accent progressif marqué " : au fil du temps, le groupe a inclus de plus en plus d'influences Metal progressif dans son style. 
Les paroles de While Heaven Wept traitent souvent de sujets douloureux, comme la perte d'êtres chers et des thèmes basés sur le désespoir. Ceci est en partie dû aux fortes déceptions vécues au début du voyage musical par le fondateur Tom Phillips et à ses problèmes personnels.

## Membres

### Membres finaux
- Tom Phillips : Guitares, claviers, chant (1991-2019)
- Jim Hunter : Basse, chant (1998-2019)
- Scott Loose : Guitares (1998-2019)
- Michelle Loose-Schrotz : claviers (1998-2019)
- Trevor Schrotz : Batterie (2004-2019)
- Rain Irving : Chant lead (2008-2019)

### Membres passés
- Brendan "Ber" Galvan : chant (1989-1991)
- Shane Privette : chant  (1992)
- Chris Galvan : guitare (1989-1990)
- Kenny Thomas : guitare (1992)
- Ricardo Garcia : guitare (1992)
- Scott Waldrop : guitare (1998)
- Kevin Hufnagel : guitare (1995)
- Angelo Tringali : guitare (2003)
- Chad Peevy : basse (1990-1992)
- Jason Stone : basse  (1992)
- Gabe Funston : basse  (1992-1995)
- Jim Murad : basse  (1998)
- Danny Ingerson : basse, claviers(1995-1998)
- Michelle Loose-Schrotz : claviers (1998, 2003)
- Greg Schwan : claviers
- Wiley Wells : claviers
- Jake Bodnar : claviers
- Jim Chappell : batterie (1990-1991)
- James Whorton : batterie (1992)
- Jon Paquin : batterie (1992-2000, 2001)
- Phil Bloxam : batterie (2001)
- Jason Gray : batterie (2001-2003)

## Discographie

### Albums
- 1998 : Sorrow of the Angels (Eibon Records)
- 2002 : Chapter One: 1989-1999, compilation (Metal Supremacy Records)
- 2003 : Of Empires Forlorn (Rage of Achilles Records)
- 2009 : Vast Oceans Lachrymose (Cruz Del Sur Music)
- 2010 : Triumph:Tragedy:Transcendence - Live at the Hammer of Doom Festival, album live (Cruz Del Sur Music)
- 2011 : The Arcane Unearthed, compilation (High Roller Records)
- 2011 : Fear of Infinity (Nuclear Blast)
- 2014 : Suspended at Aphelion (Nuclear Blast)

### EP, démos, single
- 1994 : Lovesongs of the Forsaken (Démo)
- 1994 : Into the Wells of Sorrow (Single)
- 1995 : Lovesongs of the Forsaken (EP)
- 1996 : The Mourning / Frostbit (Split)
- 2002 : The Drowning Years (Single)
- 2010 : Vessel (Single)